# Линдман, Оке
Оке Линдман (фин. Åke Lindman; 11 января 1928, Хельсинки, Финляндия — 3 марта 2009, Эспоо, Уусимаа, Финляндия) — финский актёр и режиссёр. В молодости был футболистом, играл в составе национальной сборной Финляндии во время Олимпийских игр в Хельсинки в 1952 году.
Является трёхкратным лауреатом кинопремии «Юсси», а также лауреатом награды «Pro Finlandia» (1982).

## Биография и карьера
Оке Леонард Линдман (настоящая фамилия Ярвинен) родился 11 января 1928 года в Хельсинки.
В 1952 году Линдман вошёл в состав национальной сборной Финляндии по футболу и играл на позиции защитника на Летних Олимпийских играх в Хельсинки. Впоследствии британский футбольный клуб «Суиндон Таун» предлагал Линдману подписать контракт, но тот отказался, решив сконцентрироваться на своей актёрской и режиссёрской карьере.
В 1972 году сыграл одну из главных ролей (финского социалиста) в советско-финском двухсерийном историческом фильме Сергея Колосова «Свеаборг». В 1977 году сыграл небольшую роль лейтенанта Александрова в американском шпионском боевике Дона Сигела «Телефон».
В 1988 году выступил режиссёром драматической комедии «Зачарованный путь» по одноимённому роману писателя Оскара Парланда, за которую получил премию «Юсси» в номинации «за лучшую режиссуру».
В 2007 году Линдман, совместно с другим режиссёром Сакари Кирьявайненом, снял свой последний фильм — двухчасовую военную драму «Тали – Ихантала 1944», основанный на сражении при Тали-Ихантала. В 2008 году получил премию «Юсси» за жизненные достижения.

## Личная жизнь

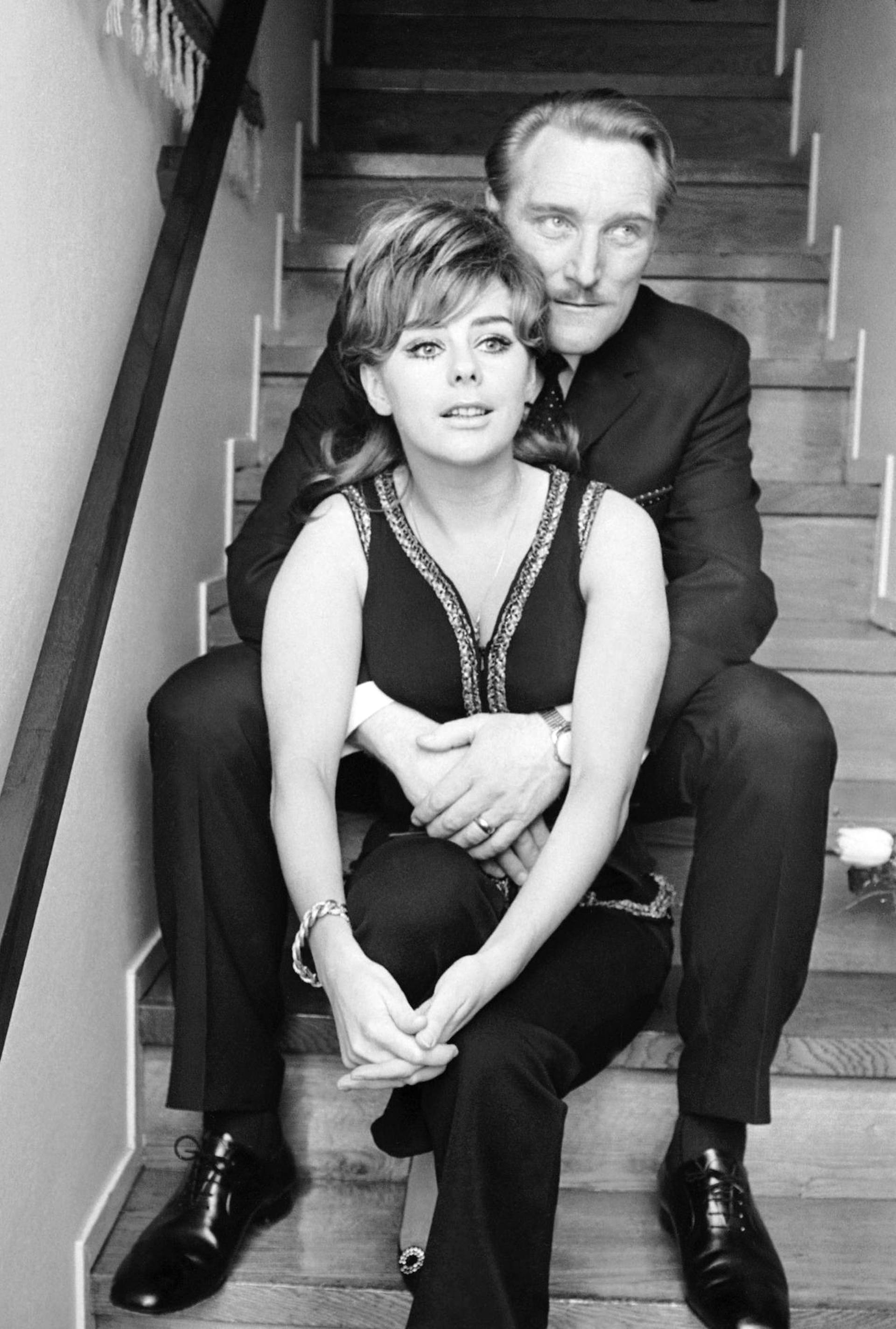
Пиркко Маннола и Оке Линдман, 1968

С 1968 года и до самой смерти Линдмана его супругой была актриса Пиркко Маннола. Прежде он был дважды женат, браки окончились разводом.

## Смерть

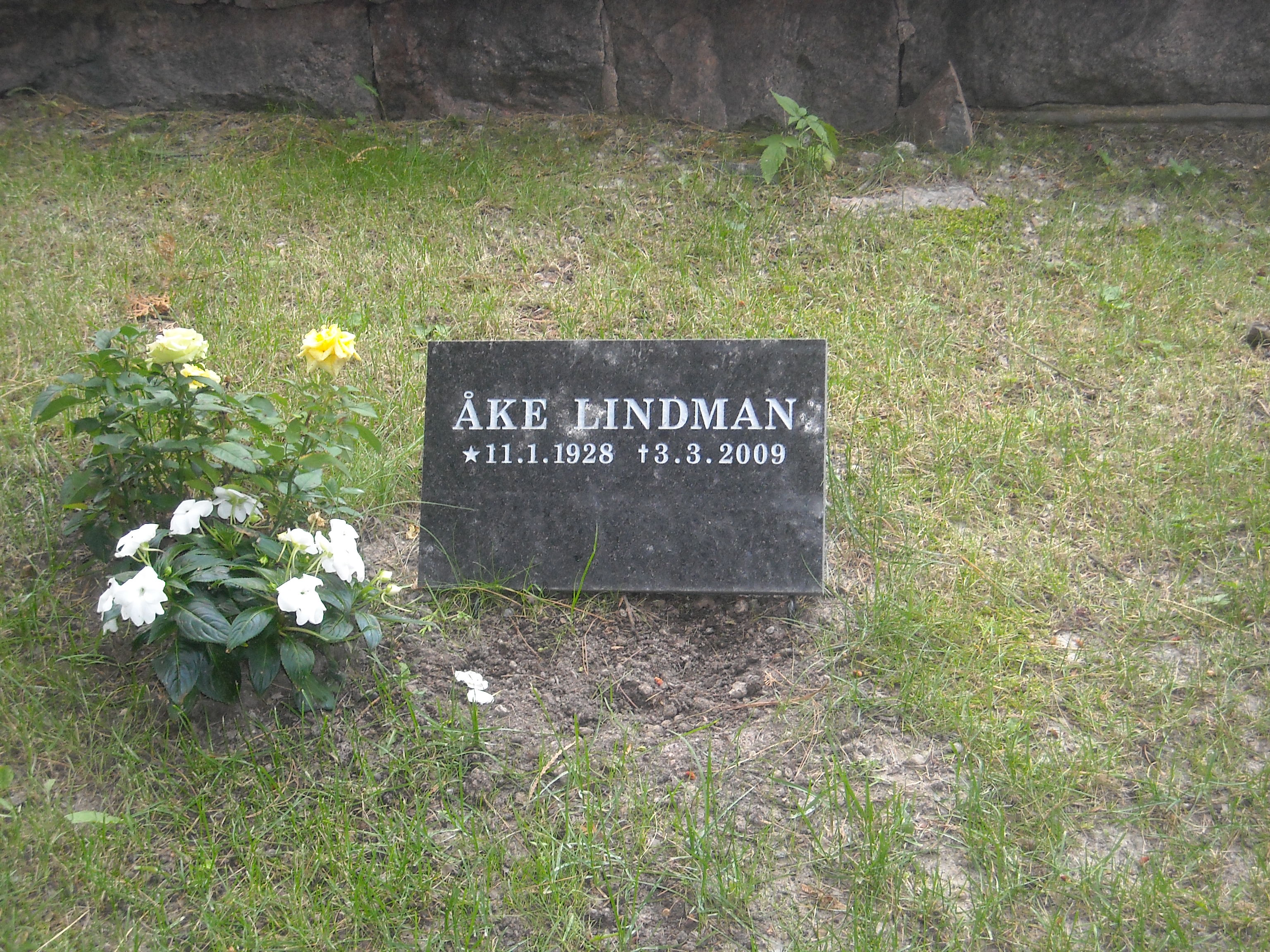
Надгробие могилы Оке Линдмана

Оке Линдман умер 3 марта 2009 года в возрасте 81 года в городе Эспоо. Похоронен на кладбище Хиетаниеми.

## Фильмография

### Актёр
| Год  |   | Русское название   | Оригинальное название      | Роль                        |
| ---- | - | ------------------ | -------------------------- | --------------------------- |
| 1955 | ф | Неизвестный солдат | Tuntematon sotilas         | капрал Лехто                |
| 1968 | ф | Башмаки рыбака     | The Shoes of the Fisherman | солдат (в титрах не указан) |
| 1972 | ф | Свеаборг           | Sveaborg                   | Пахиинтакти                 |
| 1977 | ф | Телефон            | Telefon                    | лейтенант Александров       |
| 1981 | ф | Красные            | Reds                       | конвоир                     |

### Режиссёр
| Год  |   | Русское название     | Оригинальное название | Роль     |
| ---- | - | -------------------- | --------------------- | -------- |
| 2007 | ф | Тали – Ихантала 1944 | Tali-Ihantala 1944    | режиссёр |